# Jurij Polanski
Jurij Iwanowycz Polanski ukr. Юрій Іванович Полянський (ur. 6 marca 1892 w Żółtańcach, zm. 19 lipca 1975 w Buenos Aires) – ukraiński geolog, geograf i etnograf. W okresie okupacji niemieckiej – od 30 czerwca 1941 do 10 września 1941 przewodniczący Zarządu Miasta (p.o. burmistrza) Lwowa.

## Życiorys
Urodził się w rodzinie księdza greckokatolickiego. Po ukończeniu szkoły średniej w Jarosławiu studiował na wydziale filozoficznym Uniwersytetu Wiedeńskiego, a następnie na Uniwersytecie Lwowskim. W okresie I wojny światowej był porucznikiem pułku artyleryjskiego w armii austro-węgierskiej. Jesienią 1918 członek Ukraińskiego Generalnego Komisariatu Wojskowego we Lwowie. Uczestniczył w wojnie polsko-ukraińskiej jako komendant 4 baterii Ukraińskiej Armii Halickiej. Od 1920 był członkiem Towarzystwa Naukowego im. Szewczenki. W latach 1922–23 był pierwszym komendantem krajowym nielegalnej Ukraińskiej Organizacji Wojskowej (UWO). Następnie zrezygnował z działalności politycznej, poświęcając się pracy naukowej.
W latach 1921–1925 wykładał geografię na Tajnym Uniwersytecie Ukraińskim we Lwowie, w latach 1920-1937 uczył geografii i historii w ukraińskim gimnazjum akademickim. W 1928 r. obronił pracę doktorską na Uniwersytecie Jana Kazimierza. W latach 1933–1937 wykładowca antropologii na Greckokatolickiej Akademii Teologicznej, jednocześnie dyrektor Muzeum Przyrodniczego Towarzystwa Naukowego im. Szewczenki. W latach 1937–39 był wizytatorem okręgu szkolnego lwowskiego.
Po agresji ZSRR na Polskę, okupacji Lwowa przez Armię Czerwoną i ukrainizacji Uniwersytetu Lwowskiego został mianowany na profesora i kierownika katedry geografii fizycznej Uniwersytetu. W latach 1940–41 jednocześnie dyrektor Muzeum Przyrodniczego podporządkowanego Akademii Nauk USRR. Po ataku III Rzeszy na ZSRR i okupacji miasta przez Wehrmacht 30 czerwca 1941 został wyznaczony przez Jarosława Stećkę, działającego jako premier Krajowego Rządu Zachodnich Obwodów Ukrainy, na przewodniczącego zarządu miejskiego (burmistrza) Lwowa. 30 czerwca 1941 o 16.30 złożył na ręce Stećki przysięgę wierności państwu ukraińskiemu. Zarząd miejski został zatwierdzony przez niemiecką komendanturę wojskową miasta, której został podporządkowany. Pełnił obowiązki do 10 września 1941, gdy po utworzeniu Dystryktu Galicja w składzie Generalnego Gubernatorstwa zarząd miasta Lwowa przeszedł całkowicie w ręce niemieckie. Pracował następnie w wydziale szkolnictwa miasta. W sierpniu 1943 członek Rady Przybocznej powołanej przez okupacyjnego niemieckiego starostę miejskiego Lwowa Egona Höllera.
W 1943 wyjechał do Krakowa, a następnie do Wiednia, pełniąc obowiązki przedstawiciela Ukraińskiego Komitetu Centralnego.
Po zakończeniu wojny, w latach 1945-1947 był wykładowcą na Wolnym Uniwersytecie Ukraińskim w Monachium. W 1947 r. wyemigrował do Argentyny, gdzie w państwowej służbie geologicznej pracował jego brat. Polanśkyj otrzymał również pracę w służbie geologicznej Argentyny, prowadził badania w Andach, w prowincji Mendoza. W 1956 r. został profesorem na państwowym uniwersytecie w Buenos Aires oraz członkiem argentyńskiej akademii nauk. W Argentynie opublikował 20 monografii oraz ponad 50 książek.